# Canal de Berdún
Canal de Berdún (aragónul A Canal de Berdún) település Spanyolországban, Huesca tartományban. Canal de Berdún Bailo, Bagüés, Longás, Mianos, Sigüés, Salvatierra de Esca, Fago, Ansó, Valle de Hecho és Puente la Reina de Jaca községekkel határos. Lakosainak száma 330 fő (2024).

## Népesség
A település népessége az utóbbi években az alábbiak szerint változott:
| Lakosok száma | 428  | 401  | 416  | 401  | 382  | 376  | 361  | 314  | 348  | 330  |
|               | 2001 | 2004 | 2006 | 2009 | 2011 | 2014 | 2016 | 2019 | 2021 | 2024 |